# Aguriahana daliensis
Aguriahana daliensis är en insektsart som beskrevs av Chou och Ma 1981. Aguriahana daliensis ingår i släktet Aguriahana och familjen dvärgstritar. Inga underarter finns listade i Catalogue of Life.